# Symphodus mediterraneus
Symphodus mediterraneus là một loài cá biển thuộc chi Symphodus trong họ Cá bàng chài. Loài này được mô tả lần đầu tiên vào năm 1758.

## Từ nguyên
Từ định danh mediterraneus hàm ý đề cập đến Địa Trung Hải, nơi mà loài này xuất hiện phổ biến.

## Phạm vi phân bố và môi trường sống
S. mediterraneus có phạm vi phân bố ở Đông Bắc Đại Tây Dương. Loài này được ghi nhận từ bờ biển Bồ Đào Nha trải dài đến Bắc Maroc, bao gồm tất cả các quần đảo thuộc Macaronesia ngoài khơi Đại Tây Dương; S. mediterraneus cũng xuất hiện trên khắp các vùng bờ biển của Địa Trung Hải, bao gồm cả biển Marmara ở cực đông nhưng không được ghi nhận ở Biển Đen.
S. mediterraneus sinh sống trên nền đáy đá sỏi có thảm cỏ biển và các rạn san hô bao phủ ở độ sâu đến 70 m.

## Mô tả
Chiều dài cơ thể tối đa được ghi nhận ở S. mediterraneus là 18 cm. Loài này có mõm nhọn và môi dày. Cá trưởng thành (đực lẫn cái) đều có đốm màu sẫm ở gốc vây ngực: xanh lam viền vàng ở cá đực và nâu sẫm ở cá cái. Ngoài ra, cả hai giới còn có một đốm lớn hơn ở trên cuống đuôi. Cá cái và cá con chủ yếu có màu vàng nâu hoặc nâu sẫm lốm đốm trắng, nhú sinh dục (urogenital papilla) ở cácái trưởng thành có màu xanh lam sẫm. Cá đực có các tông màu xám như xanh lam xám, nâu xám, xanh lục xám nhưng đều có các hàng đốm sáng màu ở thân trên. Vào thời kỳ sinh sản, cá đực có màu ửng đỏ, phần thân trên sẫm màu hơn; đầu hiện rõ các dải sọc màu xanh lam. Vùng họng và bụng thường có màu lam nhạt.
Số gai ở vây lưng: 15–18; Số tia vây ở vây lưng: 8–11; Số gai ở vây hậu môn: 3; Số tia vây ở vây hậu môn: 8–11; Số vảy đường bên: 30–35.

## Sinh thái và hành vi
Thức ăn của S. mediterraneus là các loài thủy sinh không xương sống (bao gồm cả nhím biển). Loài này sinh sản vào mùa xuân. Cá đực xây tổ từ rong tảo để một hoặc nhiều con cá cái đến đẻ trứng. Cá đực có nhiệm vụ bảo vệ những quả trứng trong tổ.